# Attack of the Killer B's
Attack of the Killer B's è una raccolta pubblicata nel 1991 dalla band thrash metal statunitense Anthrax, contenente rarità, b-sides e cover.

## Tracce
1. Milk (Ode to Billy) (Benante/Lilker/Milano/Rosenfeld) – 3:42
2. Bring the Noise (Anthrax/Public Enemy) – 3:33
3. Keep it in the Family [live] (Anthrax) – 7:19
4. Startin' Up a Posse (Anthrax) – 4:13
5. Protest and Survive (Maloney/Morris/Roberts/Wainwright) – 2:20
6. Chromatic Death (Benante/Lilker/Milano/Rosenfeld) – 1:28
7. I'm the Man '91 (Anthrax/Rooney) – 5:03
8. Parasite (Frehley) – 3:16
9. Pipeline (Carman/Spickard) – 2:01
10. Sects (Bonvoisin/Krief) – 3:07
11. Belly of the Beast [live] (Anthrax) – 5:58
12. N.F.B. (Dallabnikufesin) (Anthrax) – 2:19

## Formazione
- Joey Belladonna - voce
- Scott Ian - chitarra, voce
- Dan Spitz - chitarra
- Frank Bello - basso
- Charlie Benante - batteria, percussioni